# Граф Ланкастерський

Герб графів Ланкастерських

Гра́ф Ланка́стерський (англ. Earl of Lancaster) — англійський шляхетний титул. Заснований 30 червня 1267 року англійським королем Генріхом ІІІ як англійське перство. Назва походить від Ланкастера.
Першим графом був Едмунд, другий син короля. Успадкований герцогами Ланкастерськими в 1351 році. Не використовувався після смерті останнього ланкастерського графа Генрі Гросмонтського 23 березня 1361 року.

## Графи
- 1267—1296: Едмунд Горбатий, син короля Генріха III.
- 1298—1322: Томас, старший син Едмунда.
- 1326—1345: Генрі, другий син Едмунда.
- 1351—1361: Генрі Гросмонтський, перший герцог, син Генрі.